# Consonancia sugerida
Por consonancia sugerida se entiende, en música, una serie de procedimientos por los cuales el compositor consigue que la sonoridad de las disonancias en sus obras pierdan el carácter "áspero" o "desagradable" con el que suelen ser definidas las mismas por la armonía desde el periodo clásico.

## Consonancia y disonancia durante el impresionismo
La consonancia sugerida es un procedimiento profusamente utilizado, por motivos estéticos, por los compositores del impresionismo musical, siendo un conocido exponente de ello el músico francés Claude Debussy.
En el impresionismo, la distinción entre consonancia y disonancia desaparece en favor del primero de los términos y el tratamiento de la segunda en régimen de consonancia. No se siguen las estridencias armónicas o la creación de un perfil dialéctico por la acentuación del antagonismo entre ellas. En este caso la disonancia no significa la negación de la consonancia sino la transferencia de las calidades de la consonancia sobre la disonancia. La musicóloga C. L. Firca describe esta tendencia en la siguiente afirmación respecto a Claude Debussy: 

Debussy ofrece una calidad consonántica a sus disonancias.
Clemansa Liliana Firca

Si en la música postromántica la tendencia fue la conversión de la consonancia en disonancia, en el impresionismo, este sentido se invierte.